# Alban Elezi Cannaferina
Alban Elezi Cannaferina, né le 15 août 2003 à Lyon, est un skieur alpin français. Après des débuts au Chamrousse SC, il prend par la suite une licence au CS Courchevel pour son entrée en U18 sur le circuit FIS.

## Biographie
Alban Elezi Cannaferina se révèle aux Mondiaux juniors de 2022 à Panorama avec un quatrième place en slalom. L'année suivante aux Mondiaux juniors de 2023 à Sankt Anton, il marque l’évènement en remportant la médaille d'argent dans l'épreuve de la descente derrière le Slovène Rok Ažnoh puis le titre mondial en slalom géant, douze années après le dernier titre français dans cette discipline par Alexis Pinturault.
À la suite de son titre de champion du monde junior en slalom géant obtenu le 22 janvier 2023, il est  sélectionné en équipe de France la semaine suivante dans l'optique des Championnats du monde de ski alpin 2023 organisés à Courchevel et Méribel. Conscient de cette opportunité, Elezi Cannaferina déclare « C’est quand même une grosse surprise [...] Ca va être une sacrée expérience à vivre ». Il est d'ailleurs retenu pour participer aux épreuves de parallèle par équipe le 14 février 2023. Pour cette première, il se classe vingt-septième du géant et septième avec l'équipe de France dans l'épreuve par équipe.

### 2024-2025
Alban Elezi Cannaferina démarre sa saison 2024-2025 par deux géants de coupe d'Europe à Zinal. S'il sort dans la deuxième manche du premier, il signe la troisième place du second, le 6 décembre 2024, son premier podium en coupe d'Europe. Grâce à se résultat il est sélectionné pour le géant de coupe du monde de Val d'Isère, son premier Critérium de la Première neige. Et pour ce deuxième départ en coupe du monde, il obtient ses premiers points en se classant vingt-troisième. Cette performance lui permet d'être sélectionner pour les géants suivants, à Alta Badia et Adelboden, sans résultat. Puis mi-janvier il signe deux top 10  (septième et sixième) lors des descentes européennes de Pass Thurn (de), ses premiers dans la discipline,. Puis, les 20 et 21 janvier, ils participent aux deux super G de coupe d'Europe de Reiteralm. Le jeudi il termine troisième, deuxième podium européen et premier en super G de sa carrière, derrière Felix Hacker (it) et Marco Abbruzzese (it). Le lendemain, il s'impose devant Rasmus Windingstad et Eric Wyler (it), pour une première victoire.

## Palmarès

### Jeux mondiaux militaires d'hiver
1er du slalom géant de 2025

### Championnats du monde
| Épreuve / Édition                | Descente | Super G | Slalom géant | Slalom | Combiné | Par équipes |
| Mondiaux 2023 Courchevel-Méribel | —        | —       | 27e          | —      | —       | 7e          |

### Championnats du monde juniors
| Épreuve / Édition              | Descente | Super G | Slalom géant | Slalom | Combiné  | Team event |
| Mondiaux 2022 Panorama         | 22e      | 31e     | 12e          | 4e     | Ab.      | 10e        |
| Mondiaux 2023 St Anton         | · Argent | Ab.     | Or           | 6e     | —        | 9e         |
| Mondiaux 2024 Portes du Soleil | Ab.      | 4e      | · Argent     | 15e    | · Argent |            |

### Coupe d'Europe
- Premier départ en Coupe d'Europe de ski alpin : 26 janvier 2021 lors lors de la descente d'Orcières[18].
- Meilleur classement général : 79e en 2024[19].
- Meilleur classement : 32e du classement de slalom géant en 2023[19].
- Meilleurs résultats : 3 podiums dont une victoire (super G de Reiteralm le 21 janvier 2025)[20].

#### Classements
| Saison / Épreuve | Saison / Épreuve | Général | Général | Descente | Descente | Super G | Super G | Géant  | Géant  | Slalom | Slalom |
| ---------------- | ---------------- | ------- | ------- | -------- | -------- | ------- | ------- | ------ | ------ | ------ | ------ |
| Saison / Épreuve | Saison / Épreuve | Class.  | Points  | Class.   | Points   | Class.  | Points  | Class. | Points | Class. | Points |
| 2022             | 2022             | 223e    | 1       | -        | -        | -       | -       | -      | -      | 85e    | 1      |
| 2023             | 2023             | 110e    | 56      | -        | -        | 67e     | 6       | 32e    | 50     | -      | -      |
| 2024             | 2024             | 79e     | 93      | 47e      | 12       | 33e     | 42      | 38e    | 39     | -      | -      |